# Рантеры
Рантеры — одна из ряда сект, возникших примерно во времена Английской республики (1649–1660). Движение рантеров состояло в основном из простонародья , и есть много свидетельств того, что оно было широко распространено по всей Англии, хотя и не было организованным и не имело лидеров.

## История
Хаос Второй гражданской войны в Англии, казнь короля Карла I и враждебность между пресвитерианами и индепендентами в эпоху Республики породили бесчисленные сектантские группы, которые пытались разобраться в окружающем их обществе и своём месте в нем. Одной из таких групп были рантеры. Официальная церковь церковь считала их еретиками, а правительство — по-видимому, рассматривало как угрозу общественному порядку.
Цитата «... было время епископов, Карла и лордов — настало ваше время ...» , опубликованная в брошюре рантеров, несомненно, вызвала некоторую озабоченность в рядах власти. Рантеры отрицали авторитет церкви, Священного Писания, текущего служения и служб, вместо этого призывая людей прислушиваться к божественному внутри себя. Во многом они напоминали Братьев свободного духа XIV века . Фактически, они вызвали такую полемику, что к началу 1650-х годов по всей Британии распространялись многочисленные антирантерские брошюры .
Термин «рантер», по-видимому, происходит из анонимной брошюры под названием «Оправдание безумной шайки», где слово rant («разглагольствование») использовалось по отношению к врагам тех, кто придерживается общепринятых взглядов, приравнивая разглагольствование к лицемерию. Анонимный автор вместо этого называет тех, кого в конечном итоге сочтут рантерами, «Безумной шайкой». Существует также слияние термина «рантер» с глаголом rent («отрывать»), в значении «быть оторванным от Бога». Большинство письменных свидетельств указывают на использование слова «рантер» как оскорбление со стороны врагов секты, а не на её самоназвание . К 1660-м годам этот термин стал использоваться для обозначения любой группы, пропагандирующей теологические отклонения, но поскольку большая часть имеющихся у нас литературных свидетельств была создана противниками рантеров, их точные взгляды определить трудно .
Существует очень мало источников, написанных рантерами, но те из них, которые сохранились, дают нам более четкое представление о том, во что они верили. Самый известный английский представитель этого движения, Лоуренс Кларксон или Клэкстон, присоединился к рантерам после встречи с ними в 1649 году . Хотя он не упоминает о них напрямую, широко распространено мнение, что его трактат 1650 года под названием «Единый глаз» был вдохновлен этой группой вольнодумцев и прямо отражает их взгляды. Среди других менее известных рантеров были Абиезер Коппе и Джозеф Салмон. Их центральной идеей был пантеизм, провозглашавший, что Бог, по сути, присутствует в каждом творении, в том числе и в них самих.

«Если Бог во всем, то  есть во всех живых существах вообще, то чем человек лучше их или какое он имеет преимущество над ними?»  - Лоуренс Кларксон, Единый глаз (1650). 

«Мое величайшее Величие (во мне) странным и разнообразным образом преобразило эту форму. И вот, моим собственным Всемогуществом (во мне) я изменился в один миг, в мгновение ока, под звуки трубы. " - Абиезер Коппе, Огненный летающий свиток (1649).
Они приняли антиномизм и верили, что христиане по милости Божьей освобождаются от необходимости подчиняться Моисееву закону, отвергая само понятие смирения. Они считали, что верующие свободны от всех традиционных ограничений и что грех является лишь плодом воображения. Рантеры возродили аморализм Братьев Свободного Духа и «подчеркнули желание превзойти человеческое состояние и стать богоподобными» .

«... ибо грех зарождается лишь в воображении; следовательно, до тех пор, пока действие совершалось Богом или было открыто Богом, оно было святым, подобно Богу ... » - Лоуренс Кларксон, Единый глаз (1650) 

«Я могу, если будет на то моя воля, целовать и обнимать женщин, и любить жену ближнего моего, как самого себя, без греха» . - Абиезер Коппе, Огненный летающий свиток (1649).
Они отрицали авторитет церкви, общепринятой религиозной практики и писаний. Фактически, они отрицали авторитет какой-либо власти в целом.

«Что бы ни говорили Писание, Святые или Церкви, если то, что внутри тебя, не осуждает тебя, ты не будешь осужден» . - Лоуренс Кларксон, Единый глаз (1650)

«Короли, принцы, лорды, сильные мира сего – все они должны склониться перед беднейшими крестьянами» . - Абиезер Коппе, Огненный летающий свиток (1649).
Джерард Уинстенли, лидер другой английской группы инакомыслящих, известной как диггеры, охарактеризовал принципы рантеров  как «полное отсутствие моральных ценностей или сдержанности в мирских удовольствиях» . Однако другой видный диггер, Вильям Эверард, через некоторое время после краха коммуны диггеров был заключен в тюрьму по обвинению в симпатиях к идеям рантеров, а затем помещён в Бедлам . Джон Баньян, автор книги «Путешествие пилигрима», написал в своей автобиографии «Милость божья, сошедшая на главного из грешников», что он встречался с рантерами до своего обращения в баптисты .
В Великобритании рантеры вступили в контакт и даже начали соперничать с первыми квакерами, которых часто ложно обвиняли в прямой связи с ними . В американских колониях имеются свидетельства того, что рантеры на самом деле были отколовшимися квакерами, несогласными со стандартизацией верований, имевшей место в конце 1670-х годов. Хотя квакеры сохраняли свой свободный, сектантский характер до 1660-х годов, они начали формализовать свои практики поклонения и набор верований, чтобы обрести некоторую стабильность в Новом Свете. Это, в свою очередь, привело к расколу, инициированному теми, кто не вписывался в эти рамки, создав группу людей, называемых рантерами. (Были ли эти люди напрямую вдохновлены рантерами Великобритании или это прозвище было просто импортировано через антирантерские брошюры, которые были так популярны в то время, — вопрос спорный.)
Историк Дж. К. Дэвис предположил, что Рантеры были мифом, созданным консерваторами для поддержки традиционных ценностей в противовес невообразимо радикальным другим . Ричард Л. Гривз в обзоре книги Дэвиса предполагает, что, хотя и существовала очень радикальная фракция, она, вероятно, никогда не была такой организованной, как предполагали консерваторы того времени . В середине XIX века это имя часто применялось к примитивным методистам в связи с их грубыми и часто шумными проповедями .